# Pinus oocarpa
Pinus oocarpa är en tallväxtart som beskrevs av Christian Julius Wilhelm Schiede och Diederich Franz Leonhard von Schlechtendal. Pinus oocarpa ingår i släktet tallar, och familjen tallväxter. IUCN kategoriserar arten globalt som livskraftig. Inga underarter finns listade i Catalogue of Life.

## Bildgalleri

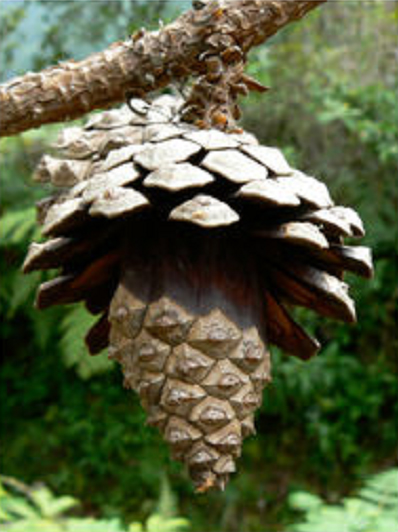
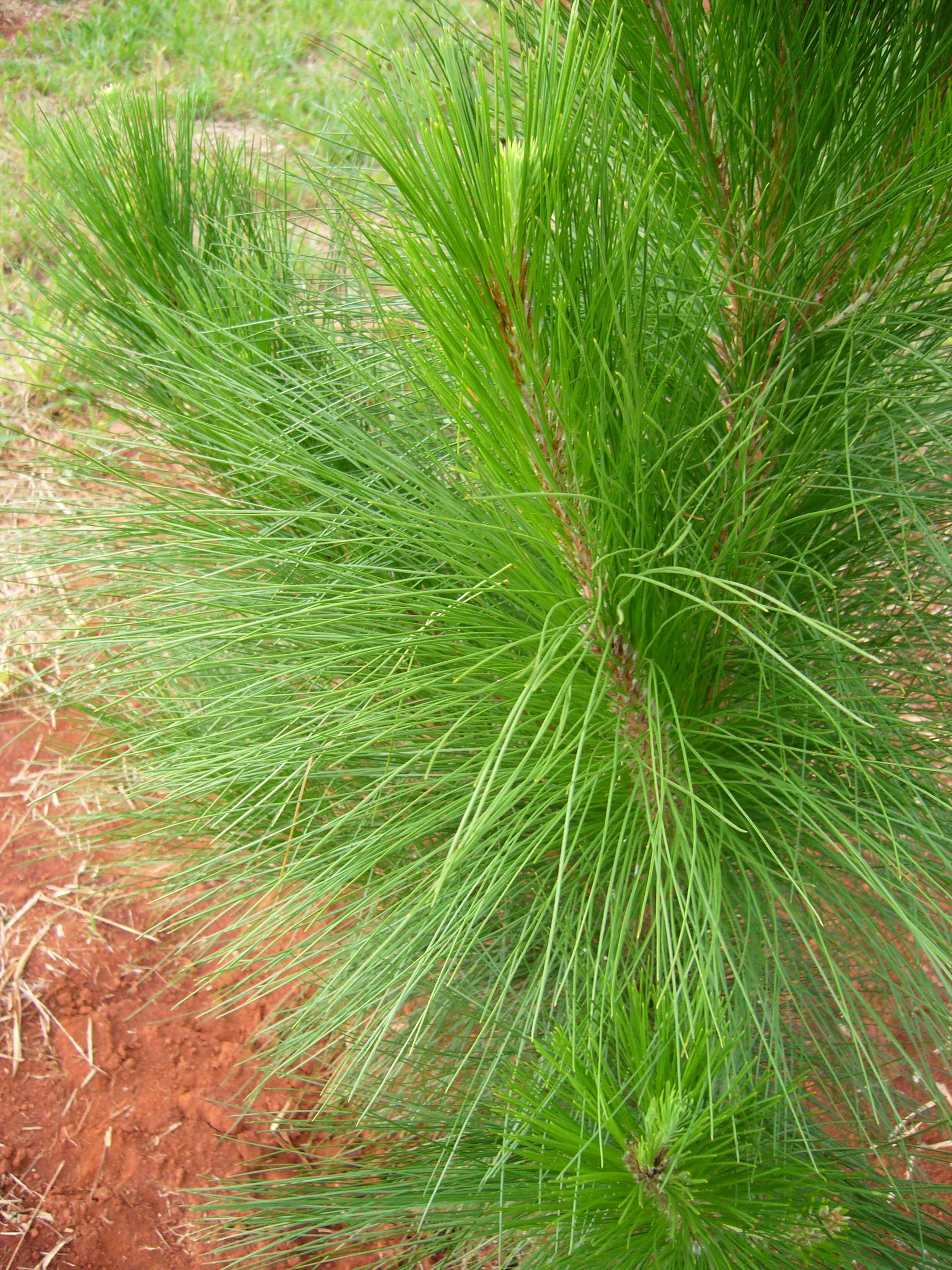
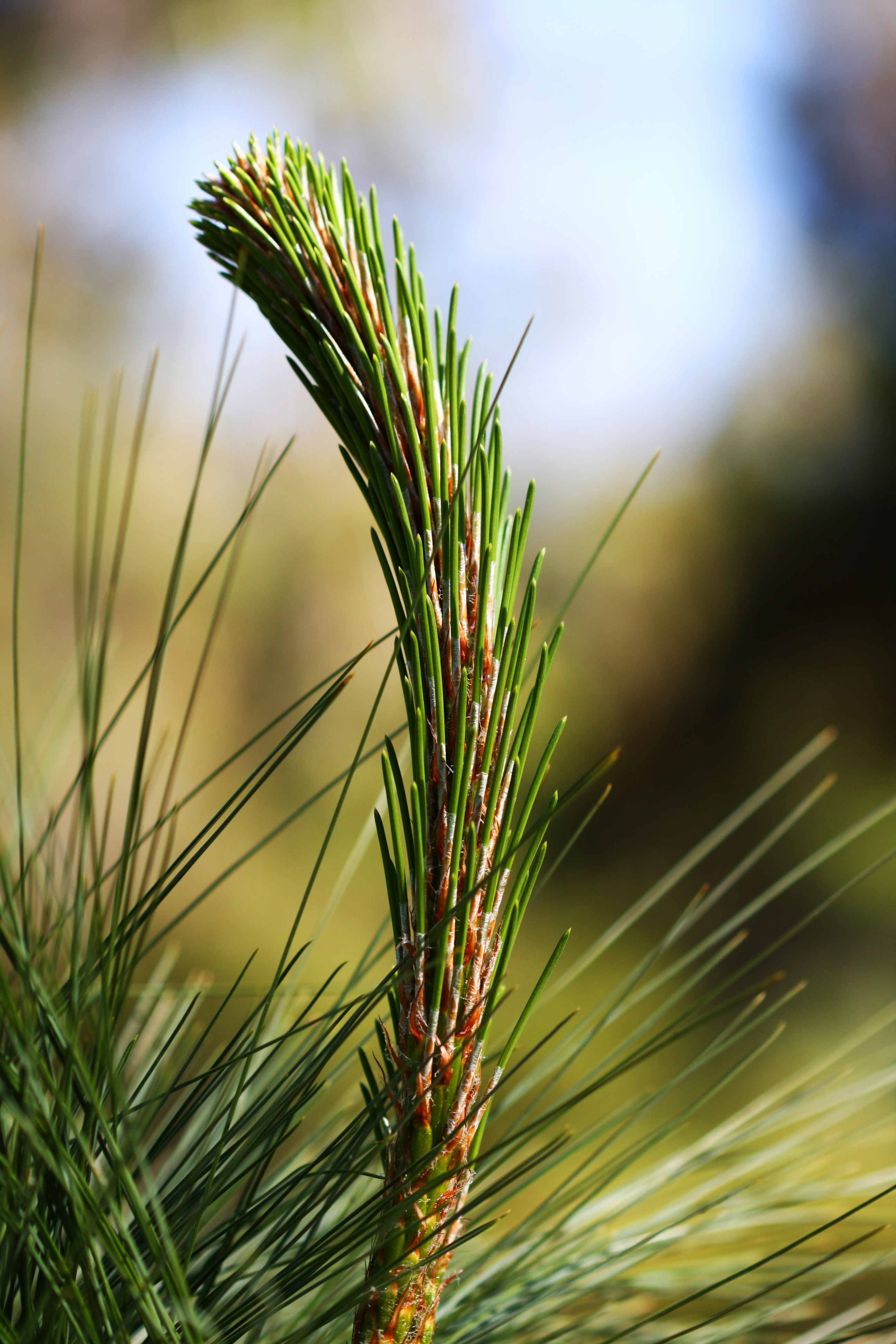